# Alcatel-Lucent
Alcatel-Lucent – spółka globalna, wcześniej z siedzibą główną w Paryżu, a od stycznia 2016 roku jest częścią Nokii. Dostawca sprzętu, oprogramowania i usług telekomunikacyjnych.
Powstała 1 grudnia 2006 roku z połączenia się firm Alcatel oraz Lucent Technologies.
Spółka akcyjna notowana na giełdach w Paryżu (Euronext), Nowym Jorku (NYSE) i Tokio. Wchodziła w skład indeksu giełdowego CAC 40.
W Polsce koncern utworzył i dynamicznie rozwijał oddział w Bydgoszczy.

## Historia Alcatela
Korzenie Alcatela sięgają 1898 roku, kiedy francuski inżynier Pierre Azaria założył firmę „La Compagnie Générale d'Electricité (CGE)”. CGE była francuskim konglomeratem skupiającym spółki zaangażowane w takie branże jak: elektryczność, transport, elektronika i telekomunikacja.
CGE był liderem nie tylko w cyfrowej komunikacji, ale także dobrze znany jako producent szybkiej kolei TGV.
Pozycja CGE na rynku cyfrowej komunikacji uległa wzmocnieniu w połowie lat osiemdziesiątych, kiedy spółka kupiła część telekomunikacyjną firmy ITT Corporation i zmieniła nazwę całej grupy na Alcatel Alsthom. Dodatkowo w 1983 roku Alcatel widząc duży potencjał w regionie Azji i Pacyfiku, był jedną z pierwszych zagranicznych firm, które rozpoczęły działalność w Chinach. Później powstała tu centrala firmy dla całego regionu.
W 1995 roku Serge Tchuruk został mianowany prezesem i dyrektorem zarządzającym Alcatela oraz dokonał reorientacji firmy wyłączenie na branżę telekomunikacyjną, wydzielając z Grupy działalność Alstoma i zmieniając jej nazwę na Alcatel. W późnych latach dziewięćdziesiątych, Alcatel dokonał poważnych przejęć w Ameryce Północnej np. kupił firmę DSC w 1998 roku. W 2000 roku, Alcatel przejął następnie firmę Newbridge – światowego lidera w technologii ATM i Genesys, wiodącą firmę na rynku rozwiązań contact center.
W 2002 roku Alcatel przejął kontrolę nad swoją sztandarową spółką zależną Alcatel Shanghai Bell (ASB), w której reszta akcji pozostała w rękach chińskiego rządu. Taka struktura własnościowa umożliwiła Alcatelowi zajęcie wyjątkowej pozycji na lokalnym rynku, który notował spektakularny i szybki rozwój.
W 2006 roku, w obliczu konsolidacji operatorów i narastającej konkurencji, Alcatel poinformował o planach połączenia z Lucent Technologies. W tym samym czasie Alcatel ogłosił porozumienie o zwiększeniu udziałów i przeniesieniu spółki zajmującej się rozwiązaniami satelitarnymi, działalności związanej z automatyką kolejową i systemami bezpieczeństwa do firmy Thales – czołowego gracza francuskiego przemysłu obronnego. Dodatkowo Alcatel podał do publicznej wiadomości zamiar przejęcia działalności firmy Nortel związanej z systemami dostępu radiowego UMTS, co pozwoliłoby wzmocnić jego pozycję na tym rynku. Porozumienia te były częścią długookresowej strategii, mającej za cel zapewnienie Alcatelowi-Lucentowi niekwestionowanej pozycji lidera na rynku telekomunikacyjnym podlegającym nieustannym zmianom.
W 2016 spółka została przejęta przez Nokię.

## Historia Lucent Technologies
Lucent Technologies Bell Labs Innovations było przedsiębiorstwem utworzonym z dawnego AT&T Technologies, obejmującym początkowo Western Electric i Bell Labs.
30 września 1996 roku zostało oddzielone od AT&T.
Jedną z głównych przyczyn oddzielenia od AT&T części odpowiedzialnej za produkcję sprzętu było umożliwienie zarabiania na firmach telekomunikacyjnych, które dotychczas były niechętne kupowaniu od konkurencji. Bell Labs wniosły do nowej spółki prestiż i zyski z tysięcy patentów.
W momencie fuzji z firmą Alcatel Lucent zatrudniał ok. 30.500 pracowników (w szczytowym okresie 165 tys.). Obszarem działalności były centrale telefoniczne, sieci komputerowe, optyczne i bezprzewodowe.
Spółka notowana była na giełdzie nowojorskiej (NYSE).

### Struktura Lucent Technologies
W skład Lucent Technologies wchodziły następujące główne organizacje:
- Network Solutions Group – świadczyła usługi i dostarczała sprzęt dla telefonii stacjonarnej i komórkowej;
- Lucent Worldwide Services (LWS) – dział obsługujący klientów na całym świecie, głównie operatorów telekomunikacyjnych, w zakresie usług sieciowych;
- Bell Labs – utworzone w 1925 roku jako firma badawczo-rozwojowa Bell System.

### Sprawa J.H. Schöna
W roku 2002 firmą Lucent wstrząsnął skandal, związany z wykryciem fałszerstw popełnionych przez jednego z pracowników laboratorium, Jana Hendrika Schöna. Schön przez kilka lat publikował artykuły w najlepszych czasopismach, opisując w nich niezwykłe zjawiska, które rzekomo udało mu się zaobserwować (nadprzewodnictwo w politiofenie, molekularny tranzystor i inne). Wykazano, że w ok. 20 pracach umieścił sfałszowane lub wręcz wysymulowane dane. Schön do końca zaprzeczał zarzutom, lecz nie był w stanie udowodnić swojej niewinności (nie prowadził dzienników laboratoryjnych, a dane z komputera skasował). Sprawa ta rzuciła cień na kierownictwo Lucent Technologies, a w szczególności na bezpośrednich przełożonych Schöna (współautorów większości zakwestionowanych publikacji), lecz komisja dyscyplinarna oczyściła ich z wszelkich zarzutów, całość winy przypisując Schönowi, który został natychmiast zwolniony.